# Gerasimos

Gerasimos und der Löwe

Gerasimos vom Jordan (* in Myra (Lykien); † 475) wurde Mönch und ging als Einsiedler in die thebaische Wüste. Um 450 zog er weiter nach Palästina und gründete am Jordan ein Kloster mit strengen asketischen Regeln.

## Leben
Gerasimos lebte als Einsiedler am Ufer des Jordan. In der Nähe der Laura von Gerasimos befand sich das Kalamonos-Kloster, das erbaut wurde, als Helena im heiligen Land weilte. Schon zur Zeit der Apostel war dort eine kleine Kirche, denn der Platz war ursprünglich eine Grotte, in der der Überlieferung nach Joseph, Maria und das Jesuskind auf ihrer Flucht nach Ägypten (Matthäus 2,14 ) rasteten. 455 erbaute Gerasimos dort sein Kloster, dem er dann als Abt vorstand und das heute seinen Namen trägt.
Gerasimos wurde als Wundertäter bekannt; so erweckte er einen Toten vor den Augen vieler Zeugen. Die Löwen-Legende von Gerasimos ist dieselbe wie bei Hieronymus: Der Löwe wird verdächtigt, den Esel gefressen zu haben. Hieronymus (Geronimus) wurde diese ursprünglich zu Gerasimos gehörende Legende wohl durch Verwechslung der Namen und die Ähnlichkeit zwischen den beiden Einsiedlern zugeschrieben. Danach war der Löwe Gerasimos’ enger Begleiter geworden und half bei den Arbeiten im Kloster, so z. B. beim Transport des Wassers vom Jordan. Nachdem Gerasimos entschlafen war, starb auch der Löwe einige Tage später aus Trauer, auf dem Grab des Heiligen liegend.
Er hing dem von Eutyches und Dioskur verkündeten Monophysitismus an, ließ sich aber von Euthymios dem Großen zum orthodoxen Glauben bewegen. Sein Lieblingsschüler war der Anachoret Cyriacus.
Sein Gedenktag in der orthodoxen Kirche ist am 4. März, in der römisch-katholischen Kirche am 5. März.